# Etelka Gerster

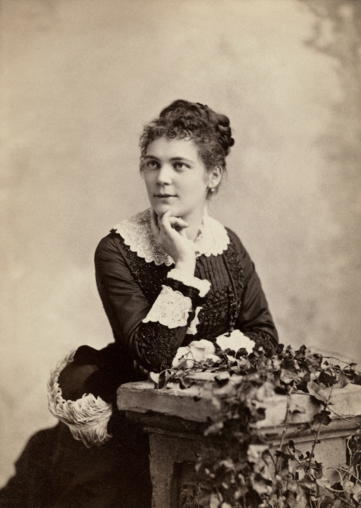
Etelka Gerster

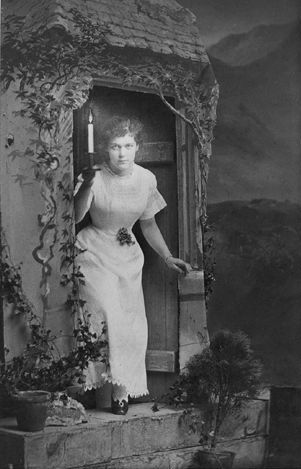
Etelka Gerster-Mimi New York

Etelka Gerster, född den 25 juni 1855 i Kaschau i nuvarande Slovakien, död den 20 augusti 1920 i Pontecchio nära Bologna, var en ungersk sångerska.
Gerster studerade för Mathilde Marchesi i Wien och debuterade 1876 i Venedig. Hon väckte 1877 stort uppseende på Krolls teater i Berlin. Hon fick också framgångar i London, Paris, Italien, Spanien, Ryssland och USA.
Hon vann rykte om sig som en av sin tids främsta sångerskor. Enligt Eugen Fahlstedt i Nordisk Familjebok gav "hennes sopranrösts nästan förklarande mildhet och renhet jämte en ovanlig koloraturfärdighet" henne triumfer i verk som La sonnambula och Lucia di Lammermoor.
År 1877 gifte hon sig med impressarion Carlo Gardini. Hon avslutade tidigt sin sångarbana och ägnade sig därefter åt sångundervisning, först i Bologna och 1896-1917 i Berlin. Därefter flyttade hon ut till sitt lantställe utanför Bologna, där hon avled.